# Open Letter on Artificial Intelligence
I januari 2015 undertecknade Stephen Hawking, Elon Musk och ett dussintal artificiell intelligens experter ett öppet brev om artificiell intelligens, där de efterlyser forskning om samhälleliga konsekvenser av AI. Brevet bekräftade att ett samhälle kan dra stora potentiella fördelar från artificiell intelligens, men efterlyste konkret forskning om hur man kan förebygga vissa potentiella "fallgropar"; artificiell intelligens har potentialen att utrota sjukdomar och fattigdom, men forskarna får inte skapa något som inte kan kontrolleras. Brevet, som har fyra stycken, med titeln Research Priorities for Robust and Beneficial Artificial Intelligence: an Open Letter, lägger ut detaljerade forskningsprioriteringar i ett medföljande tolvsidigt dokument.